# John Baker Stafford Greene
John Baker Stafford Greene (1833 - 1888) és conegut per ser l'autor del llibre The Hebrew Emigration from Egypt, publicat en 1879, on es narra la història de l'èxode dels hebreus des d'Egipte envers la Terra Promesa.
Llicenciat en Dret per la Universitat de Londres el 1859 i en Medicina pel Trinity College de Dublín el 1853, membre del Reial Col·legi de Cirurgians d'Edimburg el mateix any, serví com a cirurgià adjunt al Regiment 54 en la Campanya de Crimea, durant la qual estigué destinat a Sebastòpol i Inkerman. Fou guardonat amb la Medalla de Crimea britànica i la Medalla turca de Crimea. Exercí com a advocat en tornar de la campanya militar.